# バス・ロールダ
バス・ロールダ（Bas Roorda, 1973年2月13日 - ）は、オランダ・アッセン出身の元サッカー選手。ポジションはゴールキーパー。